# Altare
Altare is een gemeente in de Italiaanse provincie Savona (regio Ligurië) en telt 2162 inwoners (31-12-2004). De oppervlakte bedraagt 11,7 km², de bevolkingsdichtheid is 188,3 inwoners per km².

## Demografie
Altare telt ongeveer 1156 huishoudens. Het aantal inwoners daalde in de periode 1991-2001 met 9,7% volgens cijfers uit de tienjaarlijkse volkstellingen van ISTAT.
| Jaar | Inwoneraantal |
| ---- | ------------- |
| 1991 | 2448          |
| 2001 | 2211          |

## Geografie
De gemeente ligt op ongeveer 400 m boven zeeniveau.
Altare grenst aan de volgende gemeenten: Cairo Montenotte, Carcare, Mallare, Quiliano, Savona.

## Externe link

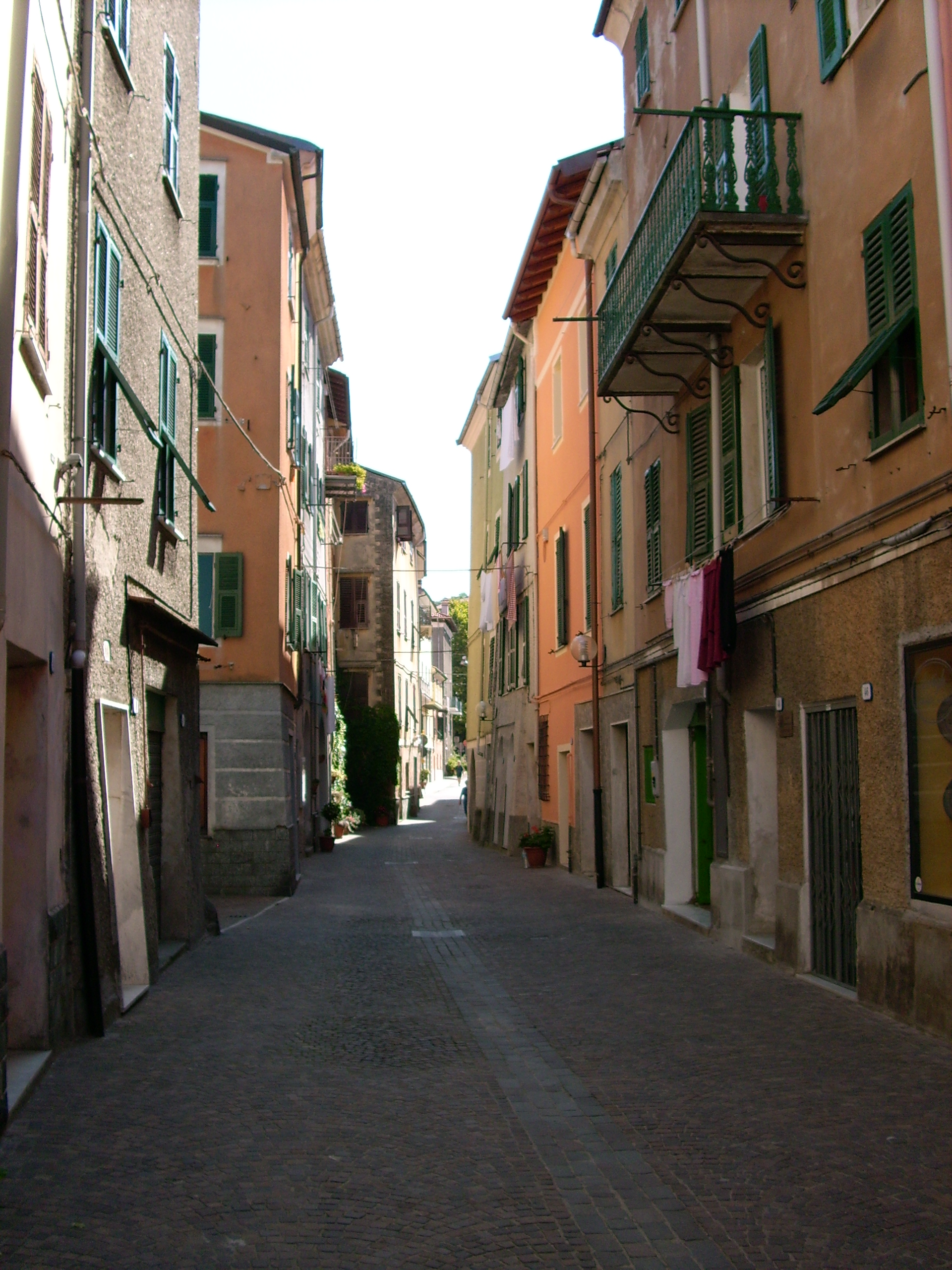
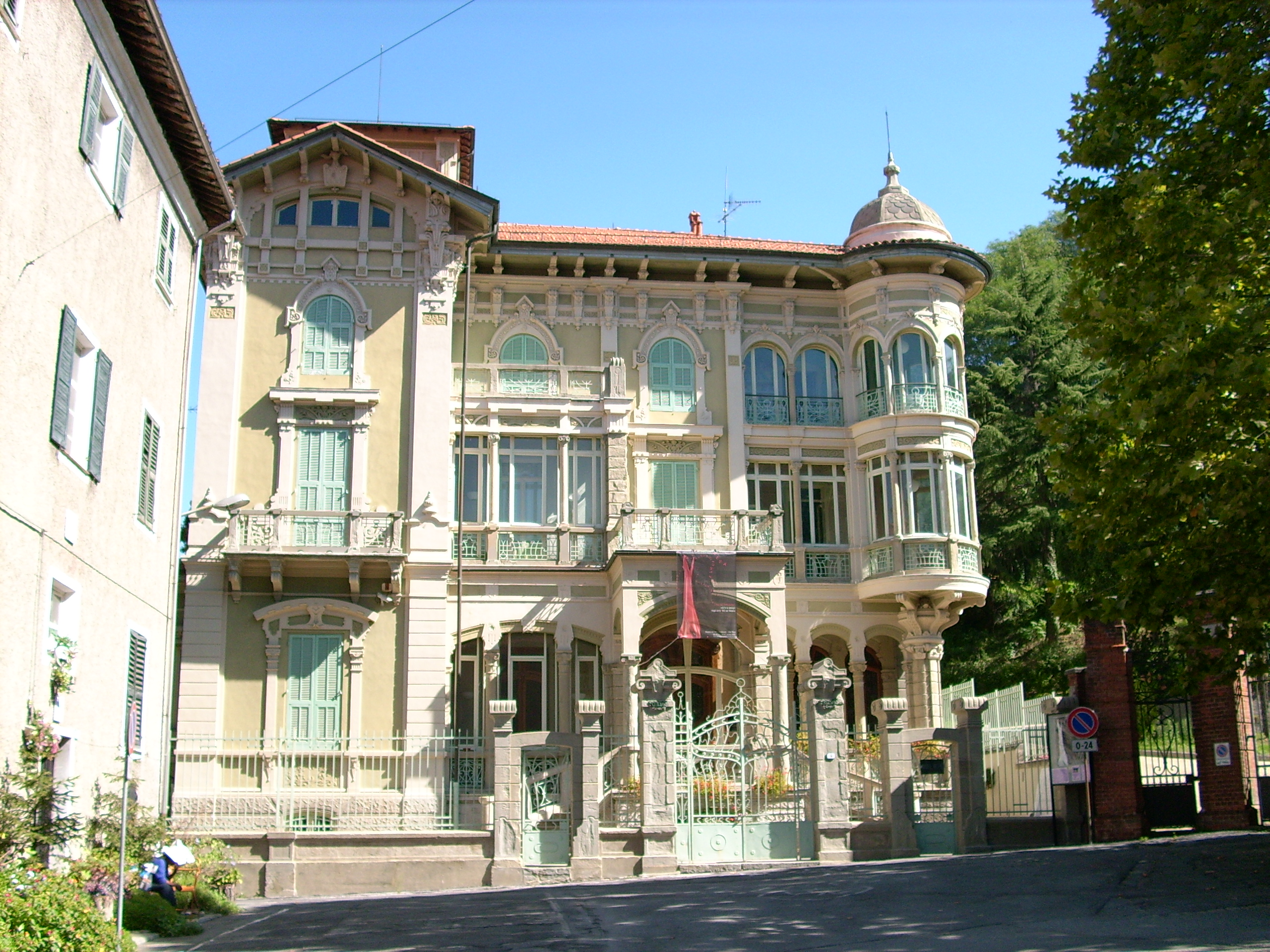
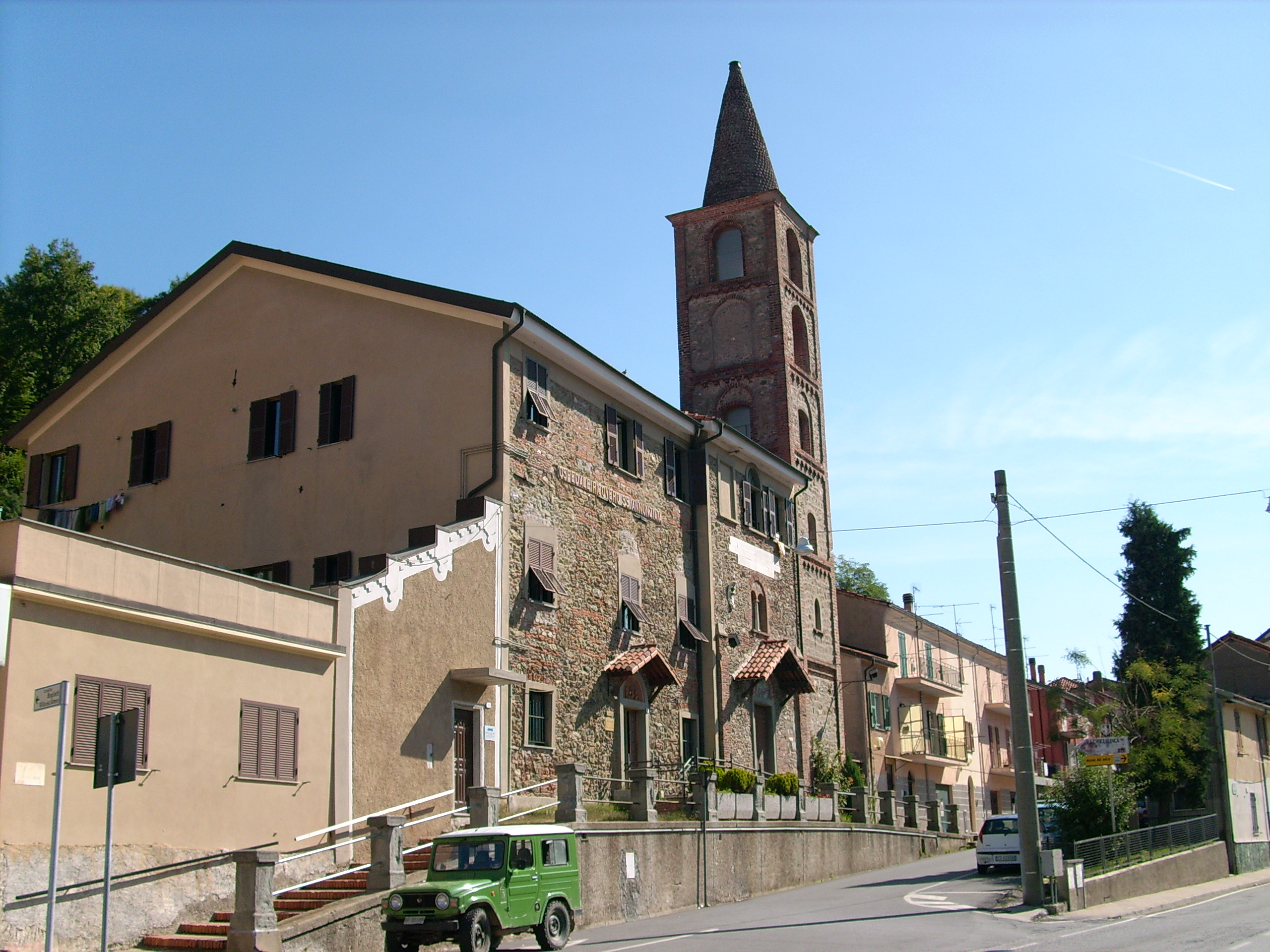
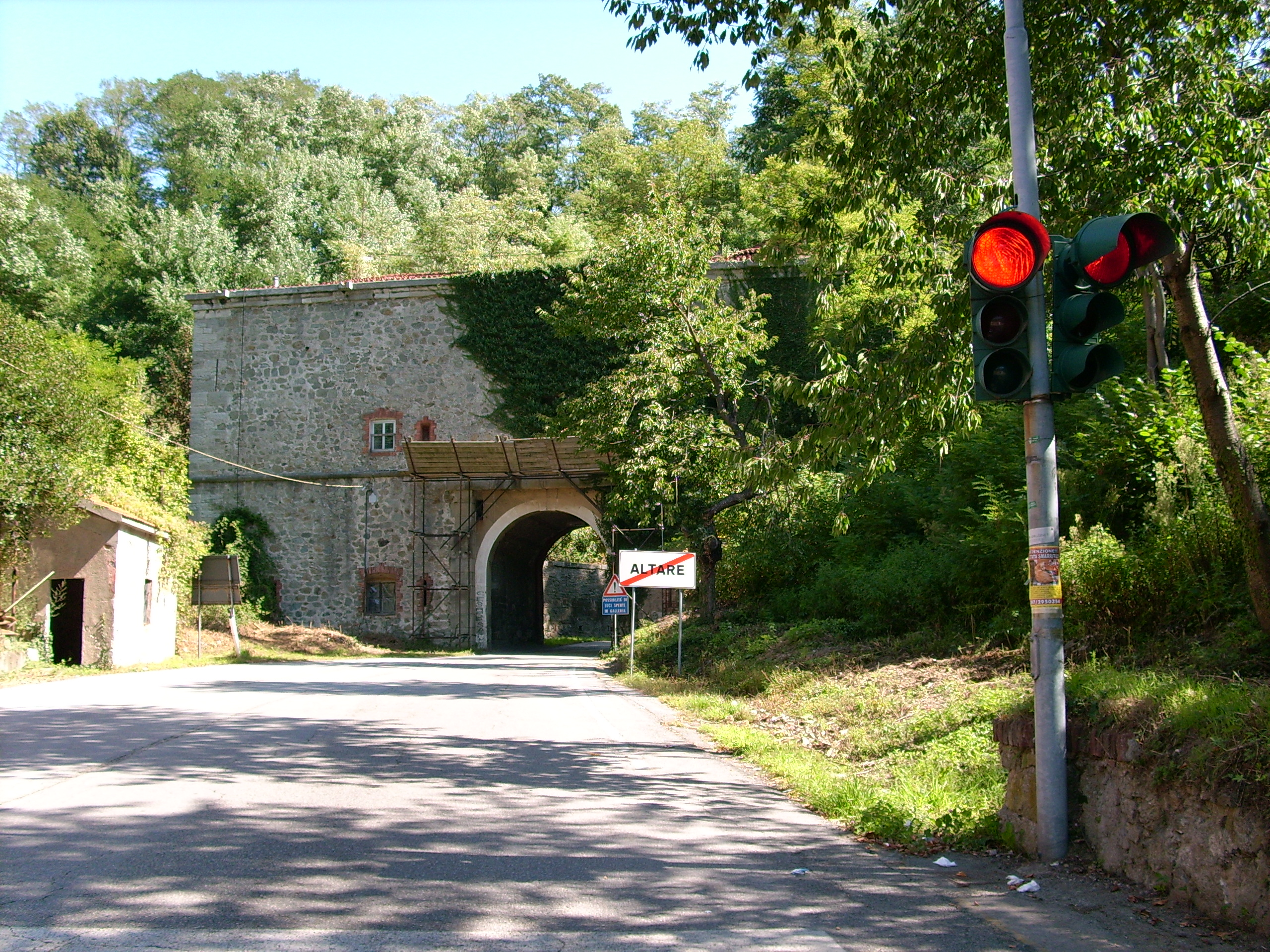
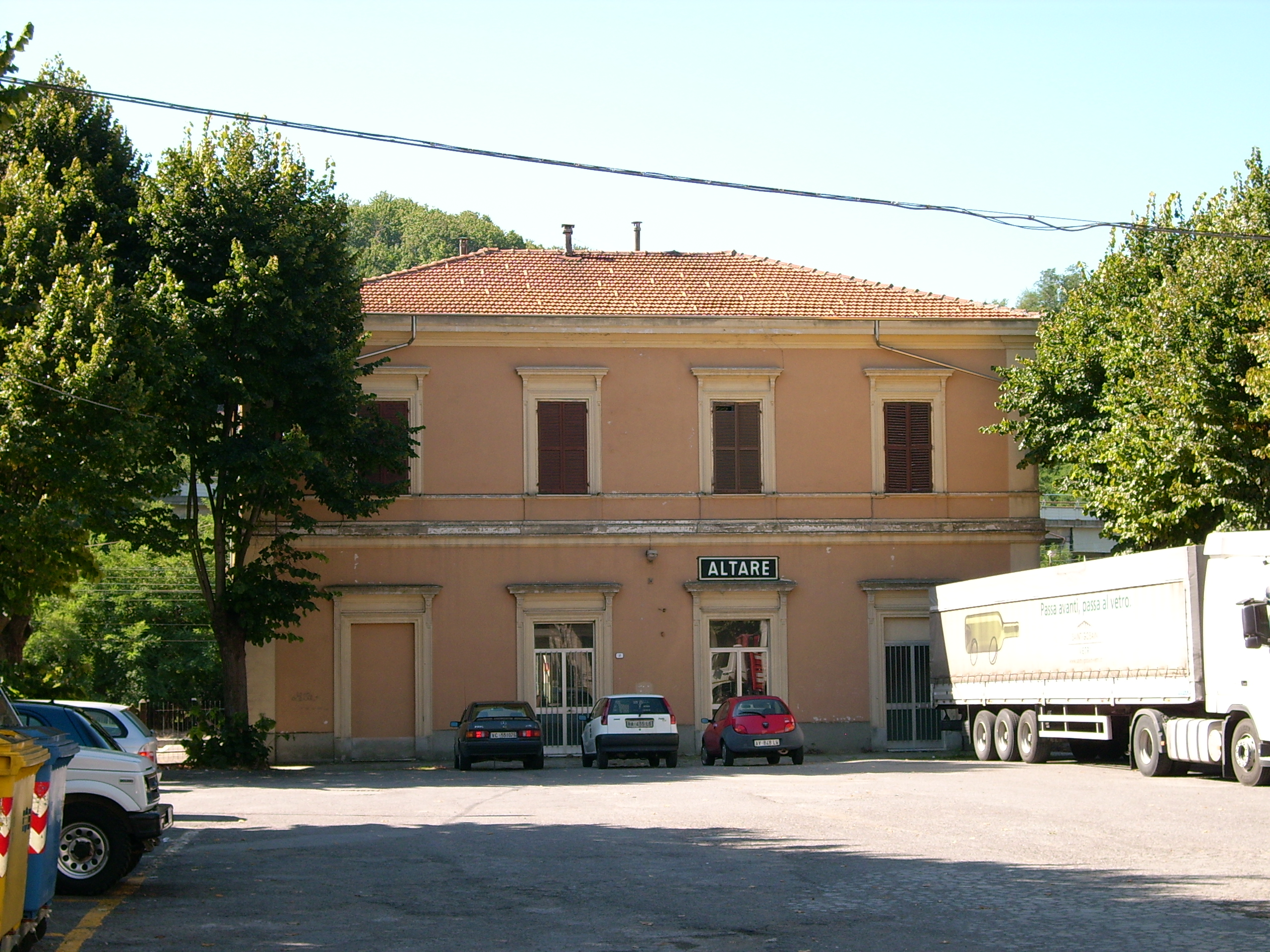
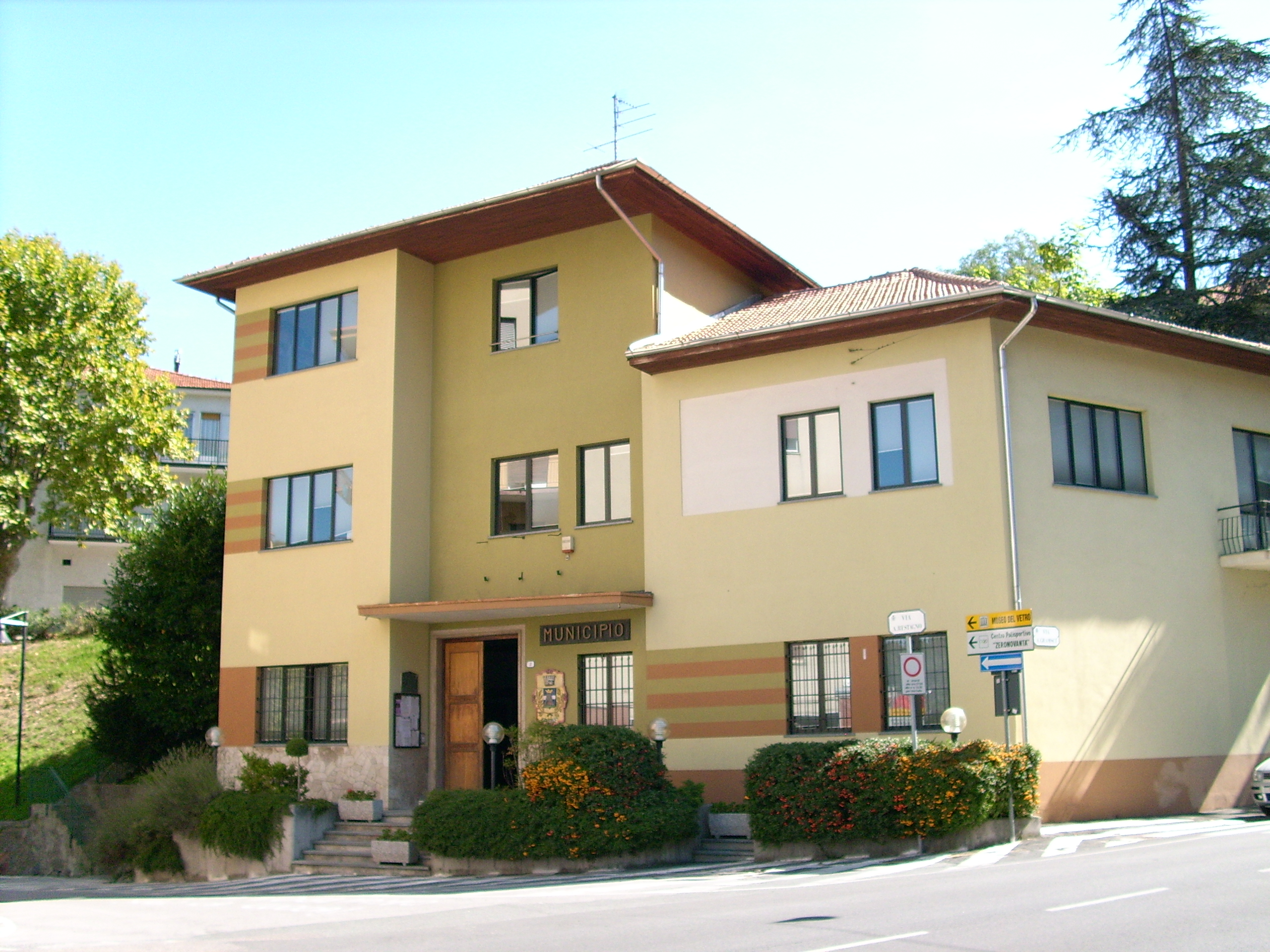